# شیخ محمد (لبنان)
شیخ محمد (به عربی: الشیخ محمد) یک منطقهٔ مسکونی در لبنان است که در شهرستان عکار واقع شده‌است. شیخ محمد ۲۲۰ متر بالاتر از سطح دریا واقع شده‌است.